# Sabri Iskender
Sabri Iskender (auch Sabri Iskenderow, bulgarisch Сабри Искендер, bzw. Сабри Искандеров; * 8. September 1947 in Schalt Brjag, bei Sliwen, Bulgarien) ist ein bulgarischer Menschenrechtsaktivist türkischer Abstammung, Dissident gegen die kommunistische Führung des Landes. Iskender war neben Mustafa Yümer und Ali Ormanlî Begründer der Demokratischen Liga zum Schutz der Menschenrechte (bulgarisch Демократичната лига за защита правата на човека) und deren erster Sekretär.

## Leben
Sabri Iskender wurde am 8. September 1947 in dem im Balkangebirge gelegenen Dorf Schalt Brjag, das zur Gemeinde Twardiza gehört geboren. Im Alter von zwei Jahren wurde er Halbwaise als sein Vater infolge eines Arbeitsunfalls starb. Iskender besuchte die Grundschule im nahe gelegenen Ort Bjala Palanka, zu der er jeden Schultag zu Fuß ging. Nach der Grundschule besuchte er die spezialisierende Schule für Holzbearbeitung in Twardiza und das Bautechnikum in Sliwen. Nach dem Abitur arbeitete Sabri Iskender im SOAT und im Straßenbauamt in Warna am Schwarzen Meer.
Am 17. Januar 1985, einem Tag vor dem Beginn der sogenannten „Namensänderungskampagne“ in seiner Heimatregion, wurde er verhaftet. Die „Namensänderungskampagne“ war Teil der Bulgarisierungskampagne des kommunistischen Staates gegenüber der moslemischen und türkischen Bevölkerung des Landes, welche Anfang der 1970er Jahre begann und bis Ende der 1980er Jahre andauerte. Dabei handelte es sich um Maßnahmen zur Durchführung einer Assimilierungspolitik, darunter der erzwungene Wechsel der islamischen Vor- und Familiennamen zu bulgarisch-slawischen Namen, Einschränkungen bei der Verwendung der nichtbulgarischen Muttersprache bei diesen Volksgruppen, die zwangsweise Einschränkung ihrer traditionellen Bräuche und Riten und die Behinderung bei der Ausübung ihrer Religion. Sabri Iskender wurde nach Sliwen verlegt, wo er während der Untersuchungshaft täglich durch tätliche Übergriffe misshandelt wurde. In dieser Zeit lernte er Hüsein Huk kennen. Am 8. Mai des gleichen Jahres wurde er ohne Anklage und Urteil ins berüchtigte Arbeitslager Belene verlegt. Dort blieb er bis zum 6. Mai 1986. Anschließend wurde er in das westbulgarische Dorf Kameno pole bei Wraza zwangsumgesiedelt.
Im Oktober 1986 wurde Sabri Iskender zusammen mit seinem 16-jährigen Sohn festgenommen, als sie versuchten, die bulgarisch-jugoslawische Grenze bei Kom illegal zu überqueren. Ziel des Übertritts war die Teilnahme an der am 4. November in Wien beginnenden Konferenz über Menschenrechte (3. KSZE-Folgekonferenz), um die internationale Gemeinschaft über die Lebensbedingungen der türkischen Minderheiten in Bulgarien und über die Assimilierungspolitik des bulgarischen Staates zu unterrichten und die Missstände zu veröffentlichen. Iskender wurde nach Sofia gebracht und zu zwei Jahren wegen illegalen Grenzübertritts verurteilt. Sein Sohn wurde freigelassen.
Die zwei Jahre Haft verbrachte Sabri zuerst im Zentralgefängnis in Sofia, und später im Gefängnis für politische Gefangene in Stara Sagora, wo er auf Ahmed Dogan traf. Am 30. April 1988 wurde er wegen guter Führung frühzeitig freigelassen. Nach der Freilassung wurde er erneut, ins westbulgarische Dorf Kameno pole, zwangsumgesiedelt. Dort gründete er am 13. November gemeinsam mit Mustafa Yümer und Ali Ormanlî die Demokratische Liga zum Schutz der Menschenrechte, welche sich für alle von dem kommunistischen Regime verfolgten Menschen und Gruppen einsetzte. Sie unterhielten Verbindung mit anderen Menschenrechtsgruppen und unterstützten sich gegenseitig. So setzten sie sich für die Inhaftierten Ilija Minew, den Vorsitzenden der Unabhängigen Gesellschaft für den Schutz der Menschenrechte und dessen Sekretär Petar Manolow ein.
Sabri Iskender wurde am 16. Mai 1989 verhaftet und am Morgen des nächsten Tages durch den Grenzübergang Kapitan Andreewo in die Türkei ausgewiesen. Iskender lebt und arbeitet heute in der türkischen Hauptstadt Ankara.
Im November 2010 wurde Sabri Iskender mit weiteren Dissidenten vom Vorsitzenden des europäischen Parlaments Jerzy Buzek empfangen.